# Canonici regolari di San Marco
I Canonici regolari di San Marco furono un'antica congregazione di chierici sorta a Mantova, forse, agli inizi del Duecento ed estinta nel Cinquecento.

## Storia
Le origini delle congregazione sono oscure: una tradizione leggendaria ne fa risalire la fondazione all'evangelista Marco, quando era vescovo di Alessandria; i canonici sarebbero stati introdotti a Mantova nel 1076 da Matilde di Canossa, che avrebbe loro assegnato la chiesa di San Marco e altri beni.
Le prime notizie certe risalgono agli inizi del Duecento, quando la regola composta per la comunità da Alberto da Mantova fu approvata dai papi Innocenzo III (1204), Onorio III (1220) e Gregorio IX (bolla data in Rieti il 1º settembre 1231).
Alberto (forse appartenente alla famiglia Spinola) potrebbe essere stato il fondatore, non solo il riformatore, della comunità.
La loro regola imponeva ai canonici la povertà, l'obbedienza, la castità, strettissimi digiuni, l'astinenza dalle carni (riservata ai religiosi ammalati) e, di venerdì e in tempo d'Avvento, anche da uova e formaggi. I religiosi dovevano osservare un rigorosissimo silenzio, anche in coro e in refettorio (potevano romperlo solo in caso di incendio o di assalto di predoni), e dovevano esprimersi in segni; il priore, se necessario, poteva parlare sottovoce.
Oltre a San Marco a Mantova, nel 1220 la congregazione comprendeva le canoniche di San Marco a Parma, Santo Spirito a Verona, Santa Perpetua a Faenza e Sant'Eusebio a Sarego; nei decenni successivi si aggiunsero San Tommaso e San Giovanni a Mantova, Santi Pietro e Marcellino a Brescia, Santissima Trinità a Modena, San Bartolomeo a Vicenza, San Leonardo a Verona, Santa Pelagia a Cremona e altre.
Nonostante i tentativi di papa Alessandro VI, che concesse alla congregazione di accettare religiosi provenienti da altri ordini, i canonici regolari si estinsero nel corso del Cinquecento. San Marco passò agli umiliati e, nel 1584, ai camaldolesi.